# Unione Sportiva Internazionale Napoli 1914-1915
Questa voce raccoglie le informazioni riguardanti l'Internazionale Napoli nelle competizioni ufficiali della stagione 1914-1915.

## Stagione
In questa stagione il campionato venne sospeso per l'entrata in guerra dell'Italia. Le prime due partite del 18 e del 25 Aprile, disputate dall'Internazionale contro il Naples per aggiudicarsi il girone meridionale, furono annullate. L'Internazionale, vincitrice del doppio confronto, schierò infatti due calciatori non regolarmente tesserati, Pellizzone e Steiger. La Federazione quindi deliberò la ripetizione dei match.
Il 16 Maggio ebbe luogo la ripetizione della partita d'andata, terminata con tre reti di scarto a vantaggio dell'Internazionale. Quella di ritorno, fissata per il 23 Maggio, finì 4-1 per il Naples, ma non fu omologata: nel 1919 l'Internazionale Napoli fu proclamata Campione Meridionale a tavolino.

## Divise
| Manica sinistra · Manica sinistra · Maglietta · Maglietta · Manica destra · Manica destra · Pantaloncini · Calzettoni · Calzettoni |

## Organigramma societario
Area direttiva
- Presidente:
- Direttore sportivo:  Hector Bayon
- Dirigenti:Pattison e Giorgio Ascarelli

Area tecnica
- Allenatore:

## Rosa
| N. |                     | Ruolo | Calciatore    |
| -- | ------------------- | ----- | ------------- |
|    | Italia (bandiera)   | P     | Garzelli      |
|    | Austria (bandiera)  | D     | Jean Steiger  |
|    | Svizzera (bandiera) | D     | Hans Yenni    |
|    | Italia (bandiera)   |       | Mario Argento |
|    | Italia (bandiera)   |       | Bazzardi      |
|    | Italia (bandiera)   |       | Brusanti      |

| N. |                           | Ruolo | Calciatore   |
| -- | ------------------------- | ----- | ------------ |
|    | Italia (bandiera)         |       | Casacchia    |
|    | Italia (bandiera)         |       | Cortese      |
|    | non conosciuta (bandiera) |       | Gulmann      |
|    | Malta (bandiera)          |       | Raoul Lattad |
|    | Italia (bandiera)         |       | Mandelli     |

## Risultati

### Prima Categoria

#### Girone Campano
| Arbitro: | Ioima |

|                    |           |  |
| Mandelli Cortese , | Marcatori |  |

| Napoli 23 maggio 1915 Ritorno | Naples            | 4 – 1 (non omologato) | Internazionale Napoli | Campo di Bagnoli\| Arbitro: \| Attilio Bruschini \| |
| Arbitro:                      | Attilio Bruschini |                       |                       |                                                     |

## Statistiche
Statistiche aggiornate al 23 maggio 1915.

### Statistiche di squadra
| Competizione    | Punti | In casa | In casa | In casa | In casa | In casa | In casa | In trasferta | In trasferta | In trasferta | In trasferta | In trasferta | In trasferta | Totale | Totale | Totale | Totale | Totale | Totale | DR |
| Competizione    | Punti | G       | V       | N       | P       | Gf      | Gs      | G            | V            | N            | P            | Gf           | Gs           | G      | V      | N      | P      | Gf     | Gs     | DR |
| --------------- | ----- | ------- | ------- | ------- | ------- | ------- | ------- | ------------ | ------------ | ------------ | ------------ | ------------ | ------------ | ------ | ------ | ------ | ------ | ------ | ------ | -- |
| Prima Categoria | 2     | 1       | 1       | 0       | 0       | 3       | 0       | 0            | 0            | 0            | 0            | 0            | 0            | 1      | 1      | 0      | 0      | 3      | 0      | 0  |
| Totale          | 2     | 1       | 1       | 0       | 0       | 3       | 0       | 0            | 0            | 0            | 0            | 0            | 0            | 0      | 0      | 0      | 0      | 0      | 0      | 0  |

### Statistiche dei giocatori
| Giocatore  | Prima Categoria | Prima Categoria |
| Giocatore  | Presenze        | Reti            |
| ---------- | --------------- | --------------- |
| M. Argento | 1               | 0               |
| Bazzardi   | 1               | 0               |
| Brusati    | 1               | 0               |
| Casacchia  | 1               | 0               |
| Cortese    | 1               | 2               |
| Garzelli   | 1               | 0               |
| Gulmann    | 1               | 0               |
| Lattard    | 1               | 0               |
| Mandelli   | 1               | 1               |
| R. Steiger | 1               | 0               |
| H. Yenni   | 1               | 0               |